# Хлорид ванадия(IV)
Хлори́д вана́дия(IV) (тетрахлори́д вана́дия, четырёххло́ристый вана́дий) — неорганическое соединение, соль металла ванадия и соляной кислоты с формулой VCl4, тёмно-красная жидкость, реагирует с водой, «дымит» во влажном воздухе.

## Получение
- Растворение ванадия в царской водке:

{\displaystyle {\mathsf {3V+12HCl+4HNO_{3}\ {\xrightarrow {}}\ 3VCl_{4}\downarrow +4NO\uparrow +8H_{2}O}}}
- Реакция порошкообразного ванадия и хлора:

{\displaystyle {\mathsf {V+2Cl_{2}\ {\xrightarrow {200-350^{o}C}}\ VCl_{4}\downarrow }}}
- Разложение хлорида ванадия(III) при нагревании в инертной атмосфере:

{\displaystyle {\mathsf {2VCl_{3}\ {\xrightarrow {400-500^{o}C,N_{2}}}\ VCl_{4}+VCl_{2}}}}
- Растворение в концентрированной соляной кислоте хлорида диоксиванадия(V):

{\displaystyle {\mathsf {2VO_{2}Cl+8HCl\ {\xrightarrow {5^{o}C}}\ 2VCl_{4}+Cl_{2}\uparrow +4H_{2}O}}}

## Физические свойства
Хлорид ванадия(IV) — тёмно-красная жидкость.
Получен коричневый димер V2Сl8, который имеет строение [VCl3]+[VCl5]- и плавится при 260°С.
Не смешивается с холодной водой, реагирует с горячей.
Растворяется в этаноле, диэтиловом эфире, хлороформе.

## Химические свойства
- Разлагается при комнатной температуре[2]:

{\displaystyle {\mathsf {2VCl_{4}\ \xrightarrow {\ } 2VCl_{3}+Cl_{2}}}}
- Реагирует с влагой из воздуха:

{\displaystyle {\mathsf {VCl_{4}+H_{2}O\ {\xrightarrow {}}\ VOCl_{2}+2HCl}}}
- Реагирует с горячей водой, образуя синие растворы:

{\displaystyle {\mathsf {VCl_{4}+8H_{2}O\ {\xrightarrow {100^{o}C}}\ [V(H_{2}O)_{5}O]^{2+}+4Cl^{-}+2H_{3}O^{+}}}}
- Реагирует с концентрированной соляной кислотой, образуя коричневую гексахлорованадиевую кислоту:

{\displaystyle {\mathsf {VCl_{4}+2HCl\ {\xrightarrow {}}\ H_{2}[VCl_{6}]}}}
- Окисляется концентрированной азотной кислотой:

{\displaystyle {\mathsf {VCl_{4}+2HNO_{3}+H_{2}O\ {\xrightarrow {}}\ VO_{2}Cl+NO_{2}\uparrow +3HCl}}}
- Реагирует с щелочами:

{\displaystyle {\mathsf {VCl_{4}+4NaOH\ {\xrightarrow {}}\ VO(OH)_{2}\downarrow +4NaCl+H_{2}O}}}
- Восстанавливается водородом или ванадием:

{\displaystyle {\mathsf {VCl_{4}+H_{Zn,HCl}^{0}\ {\xrightarrow {\tau }}\ VCl_{3}+HCl}}}
{\displaystyle {\mathsf {2VCl_{4}+H_{2}\ {\xrightarrow {500-600^{o}C}}\ 2VCl_{2}+2HCl}}}
{\displaystyle {\mathsf {3VCl_{4}+V\ {\xrightarrow {320-400^{o}C}}\ 4VCl_{3}}}}
- С хлоридами щелочных металлов образует красные гексахлорованадаты:

{\displaystyle {\mathsf {VCl_{4}+2KCl\ {\xrightarrow {400^{o}C}}\ K_{2}[VCl_{6}]}}}

## Применение
- Хлорирующий агент в органическом синтезе.